# Wim De Schutter
Wim De Schutter (10 november 1978) is een Belgisch touwtrekker.

## Levensloop
De Schutter is afkomstig uit Retie en is aangesloten bij de plaatselijke touwtrekkersclub Familie Janssens.
Daarnaast is hij actief in het Belgisch touwtrekteam. Met de Pull Bulls nam hij onder meer tweemaal deel aan de Wereldspelen, met name in 2017 en 2022. In 2017 werd hij met de nationale ploeg vierde in de klasse tot 700 kilogram en in 2022 wonnen ze brons in de klasse tot 640 kg.
Ook behaalde De Schutter - met een team samengesteld uit zowel leden van de Familie Janssens als De Mertensmannen - goud in de open clubcompetitie op het wereldkampioenschap van 2021 te Bilbao.